# Несподівано-негадано
«Несподівано-негадано» (рос. «Нежданно-негаданно») — радянський художній фільм 1982 року, знятий на кіностудії «Мосфільм».

## Сюжет
Скромній співробітниці однієї з московських ощадкас Жанні Капустіній випадково зустрінута подруга, яка повернулася з гастролей, повідомляє, що після смерті рідного дядька їй може дістатися у спадок його шикарна квартира в Куйбишеві з великою колекцією старовинних картин і антикваріату. Вона звертається за юридичною підтримкою до нотаріуса Іллі Петровича (Юрій Богатирьов) і просить його допомогти в цій справі, проте він відсилає її саму їхати розбиратися з питанням в Куйбишев.
Спадщина дістається Капустіній. Нотаріусу його колишня дружина оголошує, що вінчається з його другом. Він їде побачити Жанну, яка зустрічає його вже в багатій квартирі і в шубі. Однак тут же заявляється її колишній наречений (Леонід Ярмольник), який відразу починає претендувати на неї. Ілля Петрович випроваджує його і їде до себе. До Жанни починають йти «женихи», в основному підпільні антиквари, яких більше цікавить не вона, а її колекція. Жанна відчуває себе обдуреною і нещасною. Вона дзвонить Іллі Петровичу і він негайно приїжджає. Однак між ними відбувається сварка з приводу матеріальних цінностей. Через деякий час Жанну, в її відсутність, обкрадають, виносячи все з квартири. Стає ясно, що все, що їй треба — це безкорислива любов нотаріуса.

## У ролях
- Тетяна Догілева —  Жанна Капустіна, співробітниця ощадкаси
- Юрій Богатирьов —  нотаріус Ілля Петрович
- Галина Польських —  завідувачка ощадкаси Валентина Сергіївна
- Олександр Ширвіндт —  антиквар
- Сергій Мартинов —  художник Вадим
- Олег Анофриев —  похмурий
- Світлана Петросьянц —  артистка Світа
- Тетяна Ташкова —  Наташа
- Євген Шутов —  управдом
- Ігор Ясулович —  Лже-Краснопьоров
- Тетяна Конюхова —  сусідка Жанни
- Леонід Ярмольник —  колишній наречений Олексій
- Павло Винник —  приймальник в комісійному магазині
- Анатолій Скорякин —  Батурин, друг Іллі
- Олена Антоненко —  слідчий
- Марія Виноградова —  нотаріус
- Ольга Токарева —  працівниця РАГСу
- Вікторія Духіна —  нотаріус
- Зінаїда Воркуль —  старенька на сходовій клітці
- Олена Валаєва —  відвідувачка ощадкаси
- Ірина Дітц —  відвідувачка нотаріальної контори
- Сергій Баталов —  міліціонер
- Олександр Кузьмічов —  відвідувач нотаріальної контори
- Володимир Мишкін —  вантажник-грабіжник
- Володимир Михайлов —  гість на заручинах

## Знімальна група
- Автор сценарію —  Еміль Брагінський
- Режисер-постановник —  Геннадій Мелконян
- Оператор-постановник —  Григорій Бєлєнький
- Художник-постановник —  Іван Пластинкін
- Композитор —  Георгій Гаранян